# Andante spianato i Wielki Polonez (Chopin)
Andante spianato i Wielki Polonez Es-dur op. 22 – kompozycja Fryderyka Chopina.
Prapremiera dzieła odbyła się w kwietniu 1835 w Sali Konserwatorium Paryskiego, podczas koncertu dyrygenta François-Antoine’a Habenecka. Utwór został wydany w 1836 z dedykacją dla baronowej Frances Sarah d'Este, paryskiej znajomej Chopina.

## Andante spianato

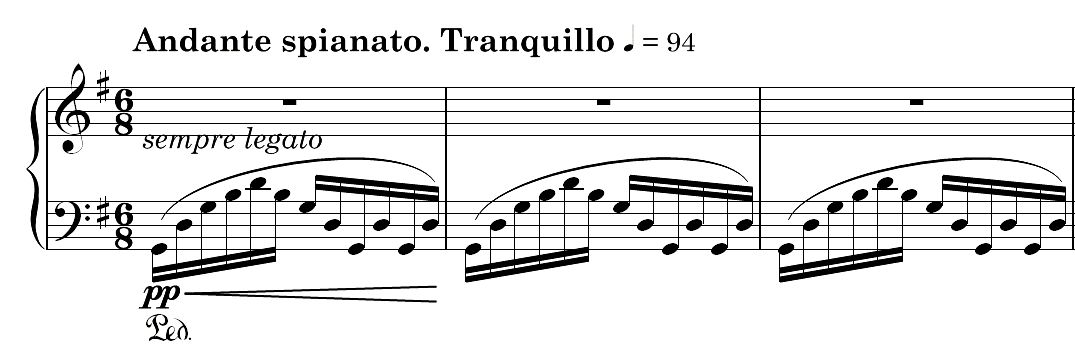
Początek Andante spianata

Chopin napisał w liście z 18 września 1830 (do Tytusa Woyciechowskiego):

Zacząłem Poloneza z orkiestrą, ale tylko dopiero się cznie, jest czątek, ale początku nie ma

Wspomniany czątek to Andante spianato G-dur, napisane na fortepian solo już w Paryżu, na przełomie lat 1834–1835. Jest utworem o charakterze nokturnu, posiadającym jednocześnie cechy  kołysanki. Włoski termin spianato (płynnie, w sposób ciągły, spokojnie) został wykorzystany przez Chopina jedynie w części poprzedzającej Poloneza.

## Grande Polonaise brillante

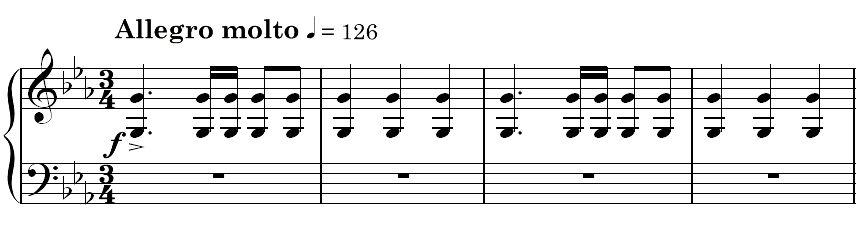
Początek Wielkiego Poloneza (wersja na fortepian solo)

Wielkiego Poloneza Chopin stworzył na fortepian z towarzyszeniem orkiestry symfonicznej jeszcze w Warszawie (utwór został ukończony w Wiedniu, w lipcu 1831). 